# Семанотус
Семано́тус (лат. Semanotus Mulsant, 1839 = Anacomis Leng, 1920 = Anocomis Casey, 1912 = Hemicallidium Casey, 1912 = Sympiezocera Lucas, 1851 = Xenodorum Marseul, 1856) — рід жуків з родини вусачів. В Українських Карпатах поширений лише один вид:
Семанотус перев'язаний (Semanotus undatus Linnaeus, 1758)